# 荊冠之神學
荊冠之神學，是日本人栗林輝夫提出的基督教神學系統，把部落民解放和聖經結合。
荊冠之神學以耶穌戴的荊冠對照天皇的菊花紋章家紋。